# Caiac canoe la Jocurile Olimpice de vară din 2020 - C-1 feminin
Proba feminină de canoe C-1 de la Jocurile Olimpice de vară din 2020 a avut loc în perioada 28-30 iulie 2021 pe Kasai Canoe Slalom Centre. 
La această probă vor participa 17 sportive. Dintre acestea, 11 vor fi selectate în urma Campionatului Mondial din 2019. Cinci locuri vor fi distribuite după campionatele regionale, astfel încât fiecare dintre cele cinci zone să primească un loc. În plus față de acestea, țării gazdă, Japonia, i se va aloca un loc. La acestea va participa maximum o sportivă dintr-o țară.

## Program
Orele sunt ora Japoniei (UTC+9) 
| Data                    | Timp  | Etapă             |
| ----------------------- | ----- | ----------------- |
| Miercuri, 28 iulie 2021 | 13:00 | Calificări        |
| Joi, 29 iulie 2021      | 14:00 | Semifinale Finala |

## Rezultate
| 1  | 1  | Jessica Fox        | Australia                  | 109,96 | 4  | 110,93 | 4  | 109,96 | 5  | 110,59                         | 0                              | 1                              | 105,04                         | 0                              | 1                              |                                |                                |                                |
| 2  | 2  | Mallory Franklin   | Marea Britanie             | 107,51 | 0  | 105,06 | 2  | 105,06 | 1  | 117,75                         | 0                              | 6                              | 108,68                         | 2                              | 2                              |                                |                                |                                |
| 3  | 4  | Andrea Herzog      | Germania                   | 113,69 | 2  | 106,34 | 0  | 106,34 | 2  | 114,61                         | 2                              | 4                              | 111,13                         | 2                              | 3                              |                                |                                |                                |
| 4  | 14 | Marjorie Delassus  | Franța                     | 121,74 | 6  | 167,47 | 52 | 121,74 | 17 | 117,71                         | 0                              | 5                              | 115,93                         | 0                              | 4                              |                                |                                |                                |
| 5  | 5  | Nadine Weratschnig | Austria                    | 112,47 | 0  | 115,56 | 2  | 112,47 | 6  | 119,69                         | 0                              | 7                              | 119,41                         | 2                              | 5                              |                                |                                |                                |
| 6  | 6  | Tereza Fišerová    | Cehia                      | 110,45 | 2  | 109,16 | 0  | 109,16 | 3  | 113,23                         | 0                              | 2                              | 120,99                         | 4                              | 6                              |                                |                                |                                |
| 7  | 16 | Viktoriia Us       | Ucraina                    | 123,97 | 2  | 119,05 | 0  | 119,05 | 15 | 122,12                         | 2                              | 9                              | 124,85                         | 2                              | 7                              |                                |                                |                                |
| 8  | 7  | Núria Vilarrubla   | Spania                     | 118,03 | 2  | 121,00 | 8  | 118,03 | 13 | 119,99                         | 2                              | 8                              | 127,33                         | 4                              | 8                              |                                |                                |                                |
| 9  | 12 | Monika Škáchová    | Slovacia                   | 125,65 | 2  | 116,85 | 2  | 116,85 | 12 | 124,87                         | 2                              | 10                             | 129,39                         | 6                              | 9                              |                                |                                |                                |
| 10 | 3  | Ana Sátila         | Brazilia                   | 120,56 | 4  | 109,90 | 2  | 109,90 | 4  | 114,27                         | 0                              | 3                              | 164,71                         | 52                             | 10                             |                                |                                |                                |
| 11 | 8  | Mònica Dòria       | Andorra                    | 113,78 | 2  | 119,69 | 4  | 113,78 | 9  | 128,32                         | 6                              | 11                             | Nu a avansat în faza următoare | Nu a avansat în faza următoare | Nu a avansat în faza următoare |                                |                                |                                |
| 12 | 15 | Alja Kozorog       | Slovenia                   | 124,08 | 4  | 113,07 | 0  | 113,07 | 8  | 129,72                         | 2                              | 12                             | Nu a avansat în faza următoare | Nu a avansat în faza următoare | Nu a avansat în faza următoare |                                |                                |                                |
| 13 | 10 | Luuka Jones        | Noua Zeelandă              | 116,55 | 0  | 115,19 | 2  | 115,19 | 11 | 130,39                         | 6                              | 13                             | Nu a avansat în faza următoare | Nu a avansat în faza următoare | Nu a avansat în faza următoare |                                |                                |                                |
| 14 | 11 | Alsu Minazova      | COR                        | 176,02 | 54 | 118,45 | 4  | 118,45 | 14 | 135,80                         | 6                              | 14                             | Nu a avansat în faza următoare | Nu a avansat în faza următoare | Nu a avansat în faza următoare |                                |                                |                                |
| 15 | 18 | Marta Bertoncelli  | Italia                     | 121,83 | 0  | 113,91 | 2  | 113,91 | 10 | 145,71                         | 2                              | 15                             | Nu a avansat în faza următoare | Nu a avansat în faza următoare | Nu a avansat în faza următoare |                                |                                |                                |
| 16 | 21 | Alena Marx         | Elveția                    | 120,12 | 2  | 150,84 | 4  | 120,12 | 16 | 163,09                         | 6                              | 16                             | Nu a avansat în faza următoare | Nu a avansat în faza următoare | Nu a avansat în faza următoare |                                |                                |                                |
| 17 | 13 | Chen Shi           | China                      | 127,36 | 2  | 124,15 | 0  | 124,05 | 18 | 164,99                         | 12                             | 17                             | Nu a avansat în faza următoare | Nu a avansat în faza următoare | Nu a avansat în faza următoare |                                |                                |                                |
| 18 | 9  | Evy Leibfarth      | Statele Unite ale Americii | 115,55 | 2  | 113,06 | 0  | 113,06 | 7  | 183,32                         | 50                             | 18                             | Nu a avansat în faza următoare | Nu a avansat în faza următoare | Nu a avansat în faza următoare | Nu a avansat în faza următoare | Nu a avansat în faza următoare | Nu a avansat în faza următoare |
| 19 | 17 | Aleksandra Stach   | Polonia                    | 145,58 | 2  | 134,03 | 6  | 134,03 | 19 | Nu a avansat în faza următoare | Nu a avansat în faza următoare | Nu a avansat în faza următoare | Nu a avansat în faza următoare | Nu a avansat în faza următoare | Nu a avansat în faza următoare |                                |                                |                                |
| 20 | 21 | Ayano Sato         | Japonia                    | 161,77 | 8  | 151,03 | 10 | 151,03 | 20 | Nu a avansat în faza următoare | Nu a avansat în faza următoare | Nu a avansat în faza următoare | Nu a avansat în faza următoare | Nu a avansat în faza următoare | Nu a avansat în faza următoare |                                |                                |                                |
| 21 | 22 | Jane Nicholas      | Insulele Cook              | 151,95 | 6  | 205,74 | 62 | 151,95 | 21 | Nu a avansat în faza următoare | Nu a avansat în faza următoare | Nu a avansat în faza următoare | Nu a avansat în faza următoare | Nu a avansat în faza următoare | Nu a avansat în faza următoare |                                |                                |                                |
| 22 | 19 | Haley Daniels      | Canada                     | 152,98 | 8  | 191,00 | 56 | 152,98 | 22 | Nu a avansat în faza următoare | Nu a avansat în faza următoare | Nu a avansat în faza următoare | Nu a avansat în faza următoare | Nu a avansat în faza următoare | Nu a avansat în faza următoare |                                |                                |                                |